# Franziska Hentke
Franziska Hentke (Wolfen, 4 de junho de 1989) é uma nadadora alemã.

## Carreira
Em julho de 2015, Hentke quebrou o recorde alemão nos 200 metros borboletas (longo percurso) com um tempo de 2:05.26.
No Campeonato Mundial de Esportes Aquáticos de 2015 em Cazã, na Rússia, terminou na quarta posição nesta  mesma prova.
No Campeonato Europeu de Natação em Piscina Curta, ganhou seu primeiro título internacional, nos 200 metros borboleta. Na final,  ela quebrou seu próprio recorde nacional, com um tempo de 2:03.01, fazendo dela a sexta melhor atleta de todos os tempos nesta prova. Competiu também nos 400 metros medley individual, na qual terminou em sexto lugar.
Hentke ganhou seu primeiro título internacional de longo percurso, nos 200 metros borboleta, no Campeonato Europeu de Esportes Aquáticos de 2016 em Londres, vencendo a húngara Liliána Szilágyi por 0.01 s.
Nos Jogos Olímpicos de Verão de 2016 no Rio de Janeiro, Hentke competiu na prova de 200 metros borboleta e se classificou para as semifinais.